# 國立傳統藝術中心傳藝高雄園區

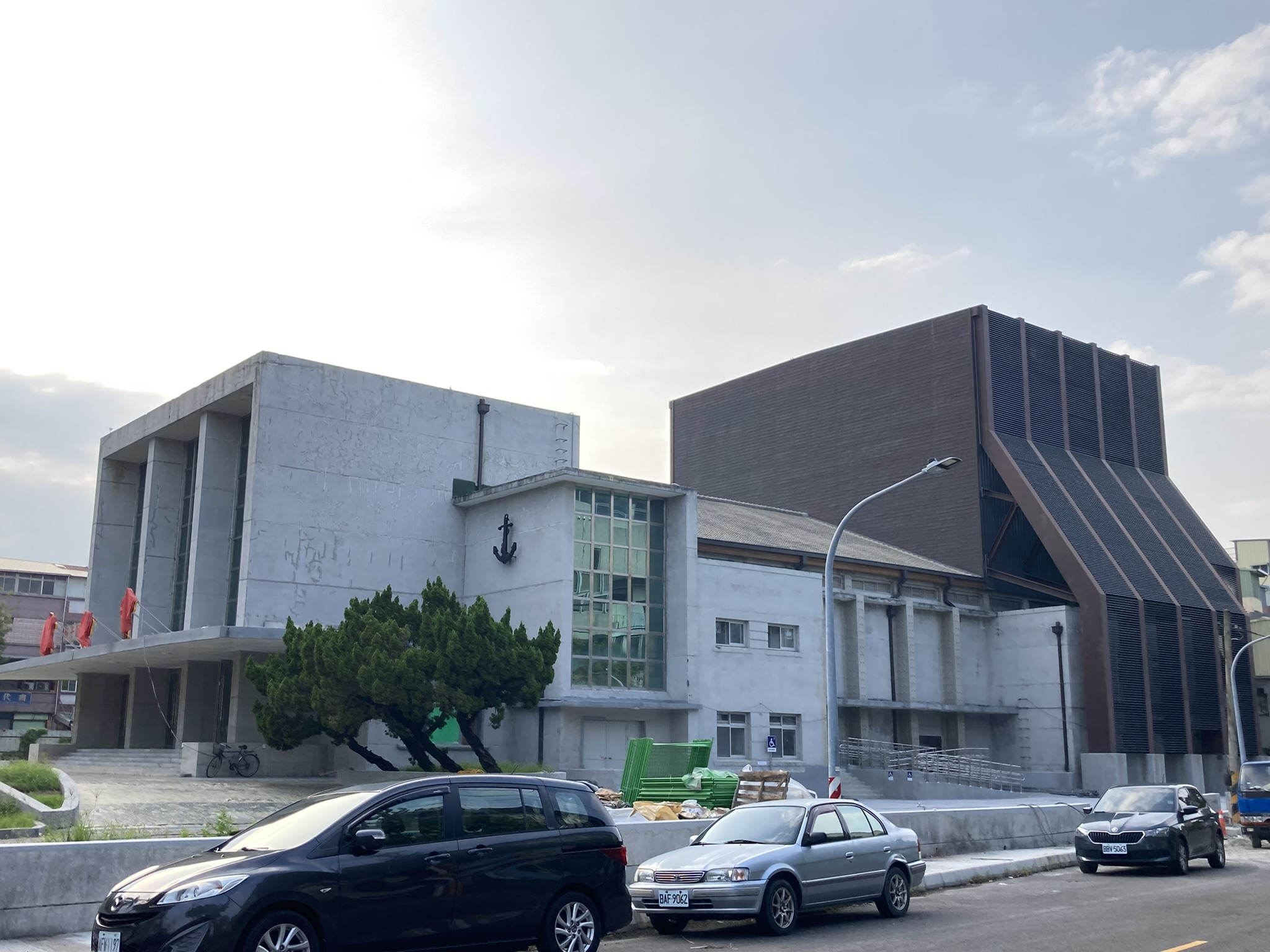
整修中的高雄豫劇藝術園區

左營海軍中山堂及左營海軍中正堂，皆是位於台灣高雄市左營區，由中華民國海軍所經營的電影院。中山堂位於實踐路，2009年12月31日結束營業；中正堂位於介壽路，2012年6月26日結束營業。2013年12月11日，左營海軍中山堂被高雄市政府文化局登錄為高雄市歷史建築。
2014年9月3日，行政院文化部部長龍應台在左營海軍中山堂宣佈，左營海軍中山堂將與臺灣豫劇團本部結合為臺灣戲曲中心南館；之後改為高雄傳藝園區，園區包含6層樓之綜合大樓及中山堂，預計於2024年正式啟用。

## 歷史
中山堂於民國39年（1950年）3月29日奠基、同年9月底完工、同年10月10日剪綵開幕，除做為集會、放映電影之外，也作為藝文空間，安排劇團、康樂隊勞軍演出。中山堂原位於軍事管制區內，約自1960年代起開放一般民眾觀賞電影，也吸引附近形成商圈。1962年，海軍另外興建「文康中心」（左營海軍中正堂），從此中山堂播映二輪國片、中正堂播映二輪洋片作為區隔，後期則不再區分。

## 外部連結
- 臺灣戲曲中心南館
- 高雄豫劇園區 （页面存档备份，存于）
- 左營海軍中山堂——高雄市政府文化局
- 國立傳統藝術中心